# Magda Woitzuck

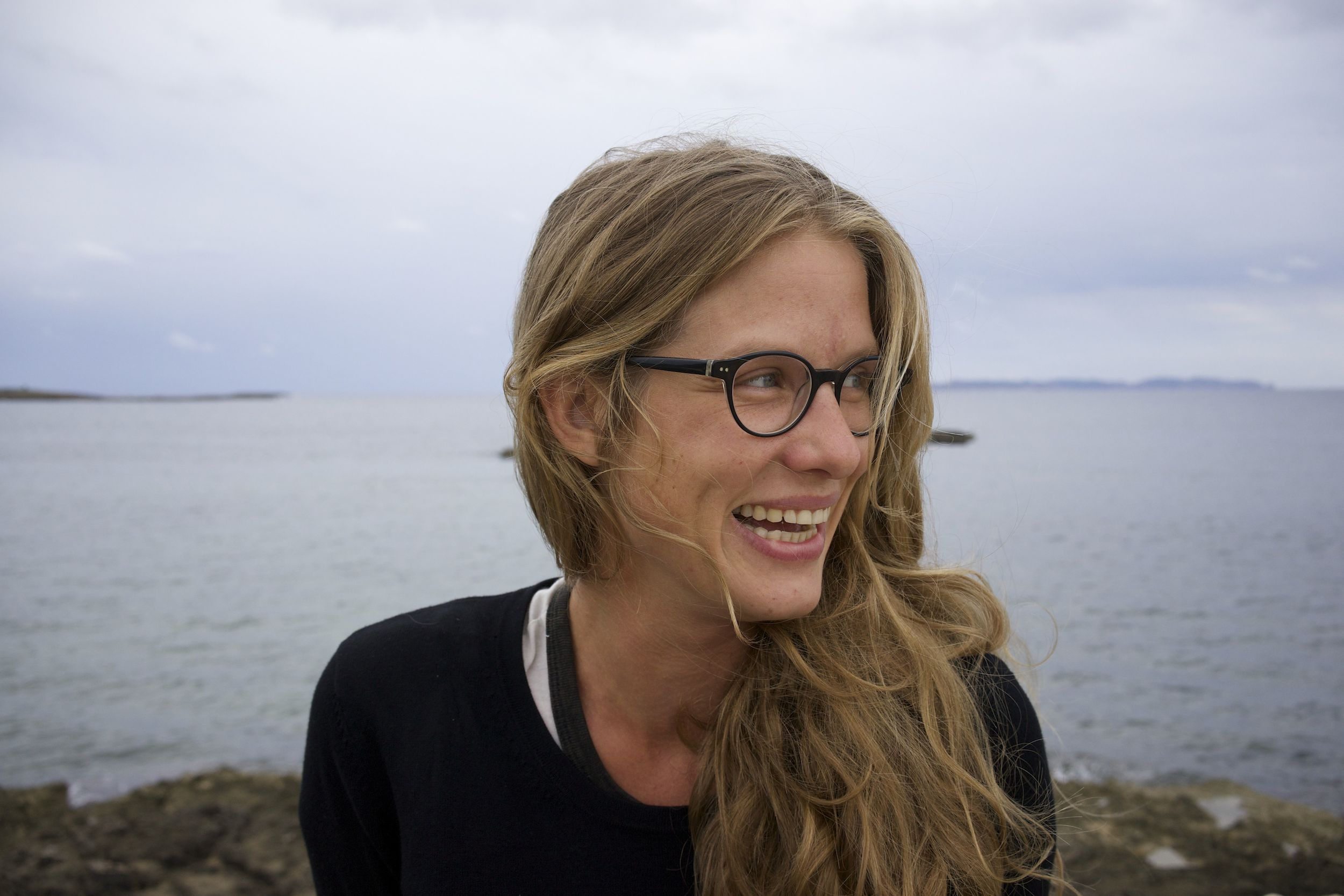
Magda Woitzuck (2015)

Magda Woitzuck (* 11. September 1983 in Wien) ist eine österreichische Schriftstellerin.

## Leben
Magda Woitzuck wuchs in Niederösterreich auf einem biologisch geführten Bauernhof auf. Die älteste Tochter einer gebürtigen Polin wurde zweisprachig aufgezogen. Nach ihrer Schulzeit studierte sie Allgemeine und Vergleichende Literaturwissenschaft an der Universität Wien und schloss das Studium 2010 ab. Reisen und Auslandsaufenthalte führten Magda Woitzuck nach Südamerika, Afrika, Asien und Australien.

## Literarisches Schaffen
Erste Publikationen und Auszeichnungen erfolgten bereits in der Schulzeit, nach Abschluss des Studiums begann sie ihre freischaffende Tätigkeit. Woitzuck verfasst Hörspiele, Kurzgeschichten, Romane, historische Reportagen, Theaterstücke und entwickelt Stoffe für Filme und Fernsehserien. Sie ist Mitglied der Grazer Autorinnen Autorenversammlung, des Verbandes Dramatischer Schriftsteller Österreichs und des Österreichischen Schriftsteller/innenverbandes.
Texte Woitzucks wurden in zahlreichen Literaturzeitschriften, darunter in DUM, miromente und Podium veröffentlicht, ebenso in Anthologien, zuletzt:
- Frauen.Wahl.Recht. Literaturedition Niederösterreich, 2019, ISBN 978-3-902717-47-4
- Aber sicher! Die besten Texte aus dem Ö1 Literaturwettbewerb. Literaturverlag Braumüller 2017, ISBN 978-3-99200-191-0
- AuserLesen. Literaturedition Niederösterreich, Hg. von Barbara Neuwirth, 2016, ISBN 978-3-902717-35-1
- Mein Mostviertel. Literaturedition Niederösterreich, 2015, ISBN 978-3-902717-28-3

Magda Woitzucks Hörspiele werden im gesamten deutschsprachigen Raum gesendet.
Aus ihrem SWR-Podcast Shit happens – Erinnerungen einer Großdealerin entstand das Theaterstück Ich bin alles – Als mir die Stadt gehörte in der Bühnenfassung von Calle Fuhr und Charlotte Sprenger. Die Uraufführung mit Sophia Mercedes Burtscher und Pollyester fand im Februar 2023 am Volkstheater in den Bezirken in Wien statt.

## Romane und Prosa
- Über allem war Licht, Verlag Wortreich 2015[3] ISBN 978-3-9503991-2-7
- Ellis. Trilogie, Edition Niederösterreich 2012[4] ISBN 978-3-902717-15-3

## Hörspiele
- Xerxes und die Stimmen aus der Finsternis, Komposition und Regie: Peter Kaizar, Hessischer Rundfunk/ORF 2021[5][6]
- Im Winter, ORF 2019[7]
- Die Schuhe der Braut, ORF 2017[8]
- Sieben Leben, ORF 2015[9]
- Vom Fehlen des Meeres auf dem Lande, ORF 2013[10]
- Das Glashaus, ORF 2012[11]
- Doggod, ORF 2009[12]
- Shit happens – Erinnerungen einer Großdealerin, Podcast, WDR 2021[13]

## Auszeichnungen
Magda Woitzucks Arbeiten wurden mehrfach mit Preisen und Stipendien ausgezeichnet, darunter u. a.:
- 2022: Gewinn des Prix Marulić beim Internationalen Festival für Audiokunst des kroatischen Rundfunks im Theater von Hvar (Kroatien)[14]
- 2021: Nominierung zum Ingeborg-Bachmann-Wettbewerb.[15]
- 2018: Deutscher Hörspielpreis der ARD für Die Schuhe der Braut
- 2018: Shortlist Prix Europa in der Kategorie Radio Fiction für Die Schuhe der Braut
- 2018: Anerkennungspreis der Niederösterreichischen Kulturpreise
- 2017/2018: Projektstipendium des Österreichischen Bundeskanzleramtes
- 2016: Förderungspreis der Stadt Wien für Literatur 2016 für den Roman Über allem war Licht
- 2015: Autoren Prämie des österreichischen Bundesministeriums für besonders gelungene Debüts für den Roman Über allem war Licht
- 2010: Österreichischer Kritikerpreis für das anspruchsvollste Hörspiel für Doggod
- 2010: Prix Europa Special Commendation für das Hörspiel Doggod
- 2008/2009: Hans-Weigel Stipendium

## Kritik
„Ein Stück, das die Hörenden in ein Loch stürzen lässt – in die bodenlose, ekelerregende Grausamkeit des menschenfressenden Menschen. Das uns konfrontiert mit dem plappernden Ich Europas. Ein Text, der die Schrecken des Realen überformt und durch seinen grotesken Humor Distanz schafft, indem er ein ästhetisches Spannungsverhältnis zu einer oberflächlichen Betroffenheit herstellt. Das Werk reiß Leerstellen zwischen poetischer Suggestion, Entsetzen und Ergriffenheit auf. In diesen erkennen wir die großen Herausforderungen im Umgang mit Tätern, die sich unfassbarer Verbrechen an der Menschlichkeit schuldig gemacht haben. (…) Ein Stück, das uns nahezu körperlich angreift.“
Aus der Jurybegründung des Deutschen Hörspielpreises der ARD 2018 für Die Schuhe der Braut
"Magda Woitzucks Talent, eine Dreiecksbeziehung so eindringlich und vor allem so aufregend neu zu beschreiben, lässt auf weitere schöne Überraschungen hoffen, denn dieser Roman gehört zu den beeindruckendsten Liebesdarstellungen dieses Bücherjahres, und das liegt an der Sprache, der vordergründigen Ruhe, der Stimme der jungen Österreicherin."
Aus einer Kritik zu dem Roman Über allem war Licht, veröffentlicht im Spektrum, Die Presse, 13. August 2015